# Albion (Oklahoma)
Albion és un poble dels Estats Units a l'estat d'Oklahoma. Segons el cens del 2000 tenia 143 habitants.

## Demografia
Segons el cens del 2000, Albion tenia 143 habitants, 53 habitatges, i 34 famílies. La densitat de població era de 230,1 habitants per km².
Dels 53 habitatges en un 32,1% hi vivien nens de menys de 18 anys, en un 50,9% hi vivien parelles casades, en un 11,3% dones solteres, i en un 35,8% no eren unitats familiars. En el 34% dels habitatges hi vivien persones soles el 20,8% de les quals corresponia a persones de 65 anys o més que vivien soles. El nombre mitjà de persones vivint en cada habitatge era de 2,7 i el nombre mitjà de persones que vivien en cada família era de 3,56.
Per edats la població es repartia de la següent manera: un 36,4% tenia menys de 18 anys, un 4,2% entre 18 i 24, un 24,5% entre 25 i 44, un 18,2% de 45 a 60 i un 16,8% 65 anys o més.
L'edat mediana era de 34 anys. Per cada 100 dones de 18 o més anys hi havia 102,2 homes.
La renda mediana per habitatge era de 14.464 $ i la renda mediana per família de 17.750 $. Els homes tenien una renda mediana de 33.438 $ mentre que les dones 13.125 $. La renda per capita de la població era de 6.800 $. Entorn del 20% de les famílies i el 33,6% de la població estaven per davall del llindar de pobresa.

## Poblacions més properes
El següent diagrama mostra les poblacions més properes.